# Bitias brevis
Bitias brevis är en kräftdjursart som först beskrevs av M. J. Rathbun 1906.  Bitias brevis ingår i släktet Bitias och familjen Pandalidae. Inga underarter finns listade i Catalogue of Life.